# Victory (电影)
是一部2024年上映的韩国剧情片，也是韩国首部啦啦队题材的电影，由电影《红地毯》、《單身首爾》的导演朴范秀执导，并由李惠利、朴世阮、李正河以及赵雅蓝主演，2024年8月14日在韩国上映。
该片被选为第23届纽约亚洲电影节的开幕影片，并于当地时间7月12日举行世界首映。

## 剧情概要
剧情讲述在20世纪末的1999年，韩国最南端巨济的校内舞蹈双人组弼善和美娜，和为了跳舞而成立的啦啦队社团“千禧女孩”一起通过舞蹈和音乐展开热烈助威的故事。

## 演员阵容

### 主要人物
- 李惠利 饰演 秋弼善[8]

用舞蹈征服巨济的高中生，唯一的梦想就是去首尔成为一名舞者。弼善是一个充满热情、无所顾忌地朝着自己的目标奔跑的人，无论何时都是一副充满自信的模样。她与跳舞搭档兼灵魂伴侣美娜为在校内设立舞蹈练习室，而与从首尔来的啦啦队队长世贤组成啦啦队社团“千禧女孩”，通过舞蹈向所有人传递助威。
- 朴世阮 饰演 张美娜[9]

弼善的死党和跳舞搭档，信奉姿态就是一切的高中生。在学校里放下姿态时和一具死尸并无两样，但在家里却帮助经营餐馆的父母细心照料年幼的弟妹们，心性温暖且拥有强烈的责任心。只知道嘻哈的美娜为了和弼善一起准备舞蹈练习室而开始学习啦啦队，她也因而散发另一种魅力，散发出充满活力的能量。
- 李正河 飾演 尹治炯[10]

巨济商业高中足球队的守门员，暗恋弼善10年之久，呆头呆脑却有充满热情，拥有同时守护弼善和球门的纯真魅力。
- 赵雅蓝 饰演 金世贤[11][12]

在首尔读书的时候是学校啦啦队的队长，因哥哥东贤转到足球部而转学到巨济商业高中。世贤在弼善和美娜的怂恿下，一起成立了学校的啦啦队并负责指导“千禧女孩”的队员。虽然世贤对“千禧女孩”队员们的喧闹偶尔感到别扭，但她以自己的信念引领队员们并成为队内坚实的支柱。

### 其他人物
- 玄奉植 饰演 秋佑勇，弼善的父亲。[13]
- 崔智秀 饰演 裴昭熙，啦啦队“千禧女孩”成员。[14]
- 李贊炯 饰演 金东贤，世贤的哥哥，巨济商业高中足球队的王牌选手。[15]
- 白夏怡 饰演 郑纯情，啦啦队“千禧女孩”成员。[16]
- 权宥娜 饰演 权容顺，啦啦队“千禧女孩”成员，有“舞蹈复印机”之称。[17]
- 廉智映 饰演 廉相美，啦啦队“千禧女孩”成员。[18]
- 李韩珠 饰演 高宥利，啦啦队“千禧女孩”成员。[19]
- 朴孝恩 饰演 方智慧，啦啦队“千禧女孩”成员。
- 朱镇模 饰演 巨济商业高中校长，一名足球爱好者。[13]
- 孙炳旭 饰演 学柱
- 李時勳 饰演 吴教练
- 徐秀熙 饰演 妍雨，弼善的朋友，一名喜欢跳舞的练习生。[20]
- 車柱完 饰演 千振卓

### 友情出演
- 李美度 饰演 巨济商业高中国语老师[13]
- 池易洙 饰演 现代中央高中啦啦队队长
- 曹薇娟 饰演 参加“千禧女孩”面试的女学生[21]

## 制作

### 选角
2022年10月，媒体报导李惠利接到该片的出演邀请，在片中饰演啦啦队队长，时隔三年回归大荧幕。2023年2月，媒体报导朴世阮将与李惠利搭档主演该片。2023年3月6日，片方正式宣布李惠利、朴世阮、赵雅蓝、崔智秀等演员出演该片；同年8月，李正河確定參演。

### 拍摄
主体拍摄于2023年3月4日开始进行，同年6月杀青。

### 损益平衡点
据媒体报道，损益平衡点约为200万观影人次。

## 发行
2024年6月5日发布首款预告海报并宣布定于同年8月14日在韩国上映，该片海外发行版权销往多个国家和地区，815 Pictures和Lumix Media分别负责北美地区和越南的发行并定于8月16日在当地上映，华映娱乐、PT Prima Cinema Multimedia、House of M、Westec Media Limited分别负责台湾、印度尼西亚、泰国和柬埔寨的发行。同年9月26日上线韩国IPTV和VOD点播平台。

## 反响

### 评价
在韩国上映当日获得观众的高分反馈，其中CGV院线真实观众满意度99%、Megabox院线真实观众评分9.2、乐天院线真实观众评分9.4、Naver真实观众评分9.64，均为在映影片的最高分。

### 票房
在韩国上映首日以3万6259名观影人次的票房成绩位列单日票房榜第5位；上映接近一个月时在票房榜上成功逆袭，9月10日以1.31万观影人次的票房成绩超过《异形：夺命舰》《變身機長》等片夺得单日票房冠军。

## 奖项荣誉
| 年份 | 颁奖礼                     | 奖项           | 入围者 | 结果 | 参考   |
| ---- | -------------------------- | -------------- | ------ | ---- | ------ |
| 2024 | 第44屆韓國電影評論家協會獎 | 最佳男配角     | 玄奉植 | 獲獎 |        |
| 2024 | 第45屆青龍電影獎           | 最佳新人男演員 | 李正河 | 提名 |        |
| 2024 | 第45屆青龍電影獎           | 最佳新人女演員 | 李惠利 | 提名 |        |
| 2024 | 第45屆青龍電影獎           | 最佳音樂       | 金東旭 | 提名 |        |
| 2024 | 年度女性电影人奖           | 最佳制作人     | 李安娜 | 獲獎 | [ 34 ] |
| 2025 | 第61屆百想藝術大獎         | 最佳新人女演员 | 李惠利 | 提名 | [ 35 ] |
| 2025 | 第34屆釜日電影獎           | 最佳新人女演员 | 李惠利 | 待定 |        |
| 2025 | 第34屆釜日電影獎           | 最佳新人女演员 | 赵雅蓝 | 待定 |        |